# كيت ديكي
كيت ديكي (بالإنجليزية: Kate Dickie)‏ (و. 1971  م) هي ممثلة مسرحية، وممثلة أفلام، بريطانية.

## وصلات خارجية
- كيت ديكي على موقع IMDb (الإنجليزية)
- كيت ديكي على موقع روتن توميتوز (الإنجليزية)
- كيت ديكي على موقع ألو سيني (الفرنسية)
- كيت ديكي على موقع أول موفي (الإنجليزية)
- كيت ديكي على موقع قاعدة بيانات الأفلام السويدية (السويدية)
- كيت ديكي على موقع قاعدة بيانات الفيلم (الإنجليزية)
- كيت ديكي على موقع كينوبويسك (الروسية)